# マイケル・バティ
マイケル・バティ（Michael Batty CBE, FBA, FRS, FAcSS、 1945年1月11日 - ）は、イギリスの都市計画家、地理学者、ロンドン大学ユニヴァーシティ・カレッジ・ロンドン (UCL) バートレット校教授。
バティは、UCLに着任した1995年に開設された、高等空間解析センター (CASA) の所長 (Director) を務め、後に座長 (Chairman) となった。
CASA におけるバティの業績は、都市システムのコンピュータ・モデルを中心としたものであった。2011年には、国際地域学会からウィリアム・アロンゾ賞を、2012年には大学コンソーシアムGIS研究賞 (the University Consortium GIS Research Award) を贈られ、さらに2013年には「地理学のノーベル賞」とも称されるヴォートラン・ルッド国際地理学賞を贈られた。2015年には王立地理学会 (RGS) から金メダル（創立者メダル）を授与され、2016年には王立都市計画家協会 (RTPI) からも金メダルを授与された。2016年9月には複雑システム学会 (Complex Systems Society) からシニア・スカラー賞 (the Senior Scholar Award) を贈られた。

## 学歴
マイケル・バティはリヴァプールに生まれ、1950年から1956年までノースウェイ・カウンティ小学校 (Northway County Primary School)、1956年から1962年までクォーリー・バンク男子高等学校で学んだ。
マンチェスター大学に進み、都市農村計画を専攻し、1966年に1級オナー付きのBAを取得して卒業した。彼のPhDは、ウェールズ大学の科学技術院 (Institute of Science and Technology) から1984年に授与された。学位論文「Pseudo Dynamic Urban Models（擬似動態的都市モデル）」は、2012年にオンラインで公開された。

## 研究職歴
バティは研究者としての経歴を、1966年に都市農村計画の助講師 (Assistant Lecturer) に任じられたマンチェスター大学で始めた。その後、10年間にわたり、レディング大学で、研究助手 (Research Assistant)、講師 (Lecturer)、リーダーと昇任しながら地理学を担当した。この間に1年間、オンタリオ州のウォータールー大学における土木工学部門の交通計画の客員准教授となった。1979年、バティはウェールズ大学科学技術院（後のカーディフ大学の前身のひとつ）へ移り、都市計画担当の教授となった。この時期には、部門長や環境設計学部長 (Dean of the Faculty of Environmental Design) などを歴任した。1990年、バティはアメリカ合衆国の国立科学財団 (NSF) による国立地理情報分析センター (NCGIA) を指揮するために渡米し、その拠点となっていたニューヨーク州立大学バッファロー校に赴任して、その地理学教授となった。
バティは、コンピュータ科学や、工学、計画学、地理学など、様々な客員としての身分も持っていたが、その中には、イリノイ大学、メルボルン大学、香港大学、ブリストル大学、ミシガン大学などのものがあり、カーディフ大学とアリゾナ州立大学の客員にもなっている。

## 研究
バティの研究は、都市や地域の構造のシミュレーションをするための分析手法やコンピュータによるモデルの開発に、焦点が当てられていた。
初期の業績は、集計による土地利用交通モデルに関わるものであり、その内容は最初の著書『Urban Modelling』にまとめられている。
次いでバティは、都市の視覚的表現と、そのモデルに焦点を移し、その内容の一部は、2冊目の著書『Microcomputer Graphics』に盛り込まれた。バティは、ポール・ロングリーとの共著として『Fractal Cities'』を刊行した。
この本は、都市は自己模倣を重ねるフラクタル過程によって、ボトムアップから構造が生成されるのではないか、という考え方を提示した。都市分析と計画における複雑性の理論については、著書『Cities and Complexity』で焦点が当てられており、その概要はバティの「ComplexCity」のウェブサイトで公開されている。
バティは、その後も『The New Science of Cities』を発表し、数多くの着想を結び付けて、立地よりもフロー（流動性）の方が、都市を理解する上で、また都市のデザインや計画の過程を理解する上で鍵になるのだ、という考え方を展開している。
バティは編者としても『Agent-Based Models of Geographical Systems'』や『Virtual Geographic Environments』を手がけている。
公刊された研究業績の詳細は、自身が公開している履歴書や、個人サイトで知ることができる。